# King of the Night
King of the Night é o primeiro EP da banda Copacabana Club. Contém seis faixas (quatro inéditas e dois remixes). Este EP trouxe o sucesso que lançou a banda no cenário musical, rendendo muitos elogios e admiração de público e crítica. Em seu repertório, o Copacabana Club mistura indie rock com toques de eletrônico, punk e até mesmo bossa nova.

## Faixas
1. "Come Back"
2. "It's Us"
3. "Just Do It"
4. "King of the Night"
5. "It's Us" (Dance Floor Mix)
6. "Just Do It" (Reverse Mix)